# Syzygium deplanchei
Syzygium deplanchei är en myrtenväxtart som först beskrevs av André Guillaumin, och fick sitt nu gällande namn av J.W.Dawson. Syzygium deplanchei ingår i släktet Syzygium och familjen myrtenväxter. Inga underarter finns listade i Catalogue of Life.